# Rincón (Cayey)
Rincón es un barrio ubicado en el municipio de Cayey en el estado libre asociado de Puerto Rico. En el Censo de 2010 tenía una población de 6764 habitantes y una densidad poblacional de 1.095,93 personas por km².

## Geografía
Rincón se encuentra ubicado en las coordenadas 18°7′30″N 66°9′16″O / 18.12500, -66.15444. Según la Oficina del Censo de los Estados Unidos, Rincón tiene una superficie total de 6.17 km², de la cual 6.14 km² corresponden a tierra firme y (0.55%) 0.03 km² es agua.

## Demografía
Según el censo de 2010, había 6764 personas residiendo en Rincón. La densidad de población era de 1.095,93 hab./km². De los 6764 habitantes, Rincón estaba compuesto por el 81.92% blancos, el 6.71% eran afroamericanos, el 0.28% eran amerindios, el 0.07% eran asiáticos, el 8.56% eran de otras razas y el 2.45% pertenecían a dos o más razas. Del total de la población el 99.29% eran hispanos o latinos de cualquier raza.